# Fontaine-de-Vaucluse
Fontaine-de-Vaucluse là một xã trong tỉnh Vaucluse thuộc vùng Provence-Alpes-Côte d'Azur ở đông nam nước Pháp. Xã này nằm ở khu vực có độ cao trung bình 80 mét trên mực nước biển.

## Geography
Fontaine-de-Vaucluse được xây quanh một spring, trong một thung lũng tại chân dãy núi Vaucluse, giữa Saumane và Lagnes, gần L'Isle-sur-la-Sorgue.